# Katherine Maherová
Katherine Roberts Maher (* 18. dubna 1983 Wilton, Connecticut) je americká manažerka, která je od června roku 2016 výkonnou ředitelkou Nadace Wikimedia.
Vystudovala Newyorskou univerzitu, obor blízkovýchodní studia, hovoří plynně arabsky. V roce 2005 začala pracovat pro HSBC, později působila v UNICEF a National Democratic Institute. V letech 2011 až 2013 byla specialistkou na Informační a komunikační technologie ve Světové bance, kde se podílela na vypracování zprávy Information and Communications for Development 2012: Maximizing Mobile. V Nadaci Wikimedia působí od roku 2014.
Je signatářkou Deklarace internetové svobody. Postavila se proti záměru prodat doménu .org soukromému majiteli. Podala žalobu na tureckou vládu kvůli zablokování Wikipedie v Turecku. Sdílení znalostí prostřednictvím Wikipedie označila za jediné řešení současné civilizační krize.